# 阿真塔 (蒙大拿州)
阿真塔（英語：Argenta）是位於美國蒙大拿州比弗黑德縣的普查規定居民點。

## 歷史
阿真塔的郵局於1871年設立，1904年關閉後又於1906年重啟，最終於1935年停運。

## 人口
根據2020年美國人口普查的數據，阿真塔的面積為0.77平方千米，皆為陸地。當地共有人口35人，而人口密度為每平方千米45.45人。